# 沙漠山 (亞利桑那州馬里科帕縣)
沙漠山（英語：Desert Hills）是位於美國亞利桑那州馬里科帕縣的一個非建制地區。該地的面積和人口皆未知。

## 地理
沙漠山的座標為33°35′31″N 112°53′47″W / 33.59194°N 112.89639°W，而該地的平均海拔高度為568米（即1863英尺）。